# Ángel Berni
Ángel Antonio Berni Gómez, més conegut com a Ángel Berni, (Asunción, 9 de gener de 1931 - Asunción, 24 de novembre de 2017) fou un futbolista paraguaià, que jugà en la posició de davanter.

## Trajectòria
Fou un dels golejadors de la selecció de futbol de Paraguai que conquistà el Campionat Sud-americà de 1953. Va formar part de l'equip paraguaià a la Copa del Món de 1950. Pel que fa a clubs, destacà al San Lorenzo, Gimnasia y Esgrima i Real Betis.